# Andrea Tarabbia
Andrea Tarabbia (Saronno, 28 maggio 1978) è uno scrittore italiano.

## Biografia
Vive a Bologna, insieme  a sua moglie e ai suoi due figli. Dal 2006 al 2012 ha fatto parte della redazione della rivista Il primo amore. Ha collaborato alle riviste L'Indice dei libri del mese, IL, Vanity Fair, Liberazione, Playboy. Nell'ottobre del 2016 vince il "Premio Letterario Alessandro Manzoni - Città di Lecco" con il romanzo Il giardino delle mosche: vita di Andrej Čikatilo, con cui è entrato anche nella Selezione Premio Campiello del 2016.
È stato redattore del sito di promozione della letteratura italiana all'estero Books in Italy.
Insegna scrittura e narrazione alla Scuola Holden a Torino.
Con Madrigale senza suono ha vinto nel 2019 la 57ª edizione del Premio Campiello. Nel dicembre 2021 è diventato cittadino onorario della città di Gesualdo (AV) . Nel 2022 esce, per Bollati Boringhieri, Il continente bianco.

## Opere

### Romanzi
- La calligrafia come arte della guerra, Transeuropa 2010[11]
- Marialuce, Novevolt/Zona 2011
- Il demone a Beslan, Milano, Mondadori, 2011; nuova edizione Torino, Bollati Boringhieri, 2021
- La ventinovesima ora, XS Mondadori, 2013
- Il giardino delle mosche: vita di Andrej Čikatilo, Milano, Ponte alle Grazie, 2015
- Madrigale senza suono, Torino, Bollati Boringhieri, 2019
- Il Continente bianco, Torino, Bollati Boringhieri, 2022

### Saggi
- Indagine sulle forme possibili. Le strutture della scienza in letteratura, Aracne, Roma 2010
- La patria non esiste, Il Saggiatore, 2011
- Il cimitero degli anarchici, Franco Angeli, 2012
- La buona morte. Viaggio nell'eutanasia in Italia, Manni Editori, Lecce 2014
- Il peso del legno, NN Editore, Milano 2018
- Sacro Potere. Una sinfonia russa tra Chiesa e Stato, Solferino, Milano 2023

### Curatele
- Racconti di demoni russi, Milano, Il Saggiatore 2021

### Traduzioni
- Michail Afanas'evič Bulgakov, Diavoleide, Voland 2012

## Premi
Premio Letterario Alessandro Manzoni - Città di Lecco 2016
Premio Campiello 2019